# Турегалиев, Нариман Турегалиевич
Нариман Турегалиевич Торегалиев (каз. Нариман Төреғалиұлы Төреғалиев; род. 19 июля 1964, село Есенсай, Тайпакский район, Западно-Казахстанская область, Казахская ССР) — казахстанский политический и государственный деятель. Аким города Уральска (2016—2017), депутат сената парламента Республики Казахстан от Западно-Казахстанской области (2017—2022), аким Западно-Казахстанской области (с декабря 2022 года).

## Биография
В 1990 году окончил Джамбулский гидромелиоративно-строительный институт по специальности «инженер-экономист», в 2004 году Каспийский общественный университет по специальности «юрист».
С 1981 по 1982 годы — рабочий совхоза «Есенсайский» Тайпакского района Уральской области.
С 1991 по 1999 годы — экономист, главный экономист спецхозобъединения Теректинского района.
С 1999 по 2001 годы — директор крестьянского хозяйства «Акжол» Теректинского района.
С 2001 по 2002 годы — начальник Теректинского районного отдела труда и социальной защиты населения.
С 2002 по 2003 годы — директор дома-интерната общего типа (город Уральск).
С 2003 по 2008 годы — заместитель начальника управления занятости и социальной защиты населения Западно-Казахстанской области, заместитель директора департамента координации занятости и социальных программ Западно-Казахстанской области.
С 2008 по 2012 годы — директор департамента Агентства РК по регулированию естественных монополий по Западно-Казахстанской области, начальник управления занятости и социальных программ Западно-Казахстанской области.
С 2012 по 2015 годы — аким Акжаикского района Западно-Казахстанской области.
С 2015 по 2016 годы — заместитель акима Западно-Казахстанской области.
С 2016 по 2017 годы — аким города Уральска.
С 29 июня 2017 по 2 декабря 2022 года — депутат сената парламента Республики Казахстан от Западно-Казахстанской области, член комитета по социально-культурному развитию и науке.
С 2 декабря 2022 года — аким Западно-Казахстанской области.

## Награды
- Орден «Қурмет»
- Почётная грамота Совета МПА СНГ (29 ноября 2018 года, Межпарламентская ассамблея СНГ) — за активное участие в деятельности Межпарламентской  Ассамблеи и её органов, вклад в укрепление дружбы между народами государств — участников Содружества Независимых Государств[6][7]